# Rio d' Una
Rio d' Una är ett vattendrag i Brasilien.   Det ligger i delstaten Santa Catarina, i den södra delen av landet, 1 400 km söder om huvudstaden Brasília.
Runt Rio d' Una är det i huvudsak tätbebyggt.